# Кемпа-Рибацька
Кемпа-Рибацька (пол. Kępa Rybacka, нім. Fischerskampe) — село в Польщі, у гміні Ельблонґ Ельблонзького повіту Вармінсько-Мазурського воєводства.
Населення — 203 особи (2011).
У 1975-1998 роках село належало до Ельблонзького воєводства.

## Демографія
Демографічна структура станом на 31 березня 2011 року:
|          | Загалом | Допрацездатний вік | Працездатний вік | Постпрацездатний вік |
| -------- | ------- | ------------------ | ---------------- | -------------------- |
| Чоловіки | 101     | 29                 | 66               | 6                    |
| Жінки    | 102     | 23                 | 66               | 13                   |
| Разом    | 203     | 52                 | 132              | 19                   |